# Limnophora latifemora
Limnophora latifemora är en tvåvingeart som beskrevs av Shinonaga 2005. Limnophora latifemora ingår i släktet Limnophora och familjen husflugor. Inga underarter finns listade i Catalogue of Life.